# وسویلن
وسویلن (به لاتین: Vasavilan) یک منطقهٔ مسکونی در سری‌لانکا است که در استان شمالی (سری‌لانکا) واقع شده‌است.